# Air Aquitaine
Air Aquitaine (code IATA : AB) était une compagnie aérienne française régionale de 3e niveau basée sur l'aéroport de Bordeaux-Mérignac.

## Histoire
La compagnie Air Aquitaine a vu le jour en novembre 1970 en commençant son activité sur l'aérodrome de Villemarie à La Teste de Buch à l'aide d'un beechcraft Queen Air, un Piper Aztec et un Cessna 206.
Elle était spécialisée dans l'activité d'avion taxi, des vols charters, de l'avion ambulance (à l'aide d'un biréacteur pressurisé), des photographies aériennes, industrielles et artistiques, des photographies et films par avion ou hélicoptère, du fret urgent et des forfaits chasse en France ou à l'étranger, mais aussi les travaux agricoles.
Air Aquitaine a obtenu son certificat de transporteur aérien en août 1974 et est donc devenue une compagnie aérienne régionale.
Elle s'est associée à la compagnie Europ'Air (code IATA : ER) basée sur l'aéroport d'Angoulème-Bel Air, qui assurait la ligne vers Lyon-Bron au départ de Cognac puis d’Angoulême sous contrat Air Limousin en Cessna 310 ou 410 dès 1973.
Cette ligne était reportée sur l'aéroport de Cognac-Châteaubernard puisque la Chambre de commerce et d'industrie d'Angoulême décidait dès novembre 1974 de la fermeture des lignes commerciales en raison des problèmes techniques avec la piste d'Angoulême-Bel Air.
Elle assurait également des lignes postales dans les années 1974-1975 de Biarritz vers Bordeaux via Pau et de Périgueux vers Bordeaux via Agen puis des lignes régionales régulières au départ de Cognac (dès 1975), Biarritz et Tarbes/Lourdes.
Elle avait étudié l'ouverture des lignes Périgueux-Bordeaux et Périgueux-Paris, mais aussi desservir Royan à Cognac et Bordeaux puis bordeaux à La Rochelle et Le Havre (correspondance possible vers Paris et Londres).
Elle était membre de l'ATAR, l'association des transporteurs aériens, présidée par Michel Ziegler, fondateur de la compagnie Air Alpes.
Le 24 novembre 1976, Air Aquitaine et Europ'Air stoppaient leurs lignes Biarritz-Tarbes-Marseille et Biarritz-Tarbes-Lyon. La ligne Europ'air de Cognac vers Lyon avait quant à elle, stoppé le 11 octobre 1976.
La compagnie déposait le bilan le 16 décembre 1976 en même temps qu'Europ'Air.

## Le réseau

### Lignes commerciales
- Cognac-Lyon[3]
- Biarritz-Lyon
- Biarritz-Marseille
- Biarritz-Tarbes/Lourdes
- Tarbes/Lourdes-Marseille
- Tarbes/Lourdes-Lyon
- Tarbes/Lourdes-Biarritz

### Lignes postales
- Biarritz-Pau-Bordeaux-Pau-Biarritz
- Périgueux-Agen-Bordeaux-Agen-Périgueux

## Flotte
- Beechcraft Queen Air (dès 1970)
- Piper Aztec (dès 1970)
- Cessna 206 (dès 1970)
- Cessna 310 ou Cessna 402B immatriculé F-BUOK d'Europ'Air[18].
- Beechcraft 99 de 15 places immatriculé F-BIEM[19].